# Вайнинген (Цюрих)
Вайнинген (нем. Weiningen ZH) — коммуна в Швейцарии, в кантоне Цюрих.
Входит в состав округа Дитикон. Население составляет 4118 человек (на 31 декабря 2007 года). Официальный код — 0251.